# حنا كلاين
حنا كلاين (بالألمانية: Hanna Klein)‏ هي منافسة ألعاب القوى ألمانية، ولدت في 6 أبريل 1993 في لانداو إن در بفالتس في ألمانيا.

## وصلات خارجية
- حنا كلاين على موقع الاتحاد الدولي لألعاب القوى (الإنجليزية)
- حنا كلاين على موقع الدوري الماسي (الإنجليزية)
- حنا كلاين على موقع اللجنة الأولمبية الدولية (الإنجليزية)
- حنا كلاين على موقع أوليمبيديا (الإنجليزية)
- حنا كلاين على موقع اللجنة الأولمبية الألمانية (الألمانية)